# Familia Wold Newton
La Familia Wold Newton es un concepto literario derivado de una forma de ficción de cruce desarrollada por el escritor de ciencia ficción Philip José Farmer. Farmer sugirió en dos "biografías" ficticias de personajes ficticios (Tarzan Alive y Doc Savage: His Apocalyptic Life), que el meteorito que cayó en Wold Newton, Inglaterra, el 13 de diciembre de 1795 era radioactivo y causó mutaciones genéticas en los ocupantes de un carruaje que pasaba por el lugar. Así, muchos de sus descendientes fueron dotados con gran inteligencia o fuerza y con una excepcional capacidad y motivación para hacer el bien, o en algunos casos el mal. La progenie de estos viajeros fue presentada de modo tal que se entendieran como la versión en la vida real de personajes ficticios, tanto héroes como villanos de los últimos siglos, tales como Sherlock Holmes, Tarzán, Doc Savage, y Lord Peter Wimsey.
Otros personajes populares que Philip José Farmer determinó eran miembros de la familia mutante de Wold Newton incluyen a: Solomon Kane; El Capitán Sangre; La Pimpinela Escarlata; la némesis de Sherlock Holmes, el profesor Moriarty; Phileas Fogg; El Viajero Temporal (personaje principal de La Máquina del Tiempo de H. G. Wells); Allan Quatermain; A. J. Raffles; el profesor Challenger; Richard Hannay; Bulldog Drummond; el malvado Fu Manchú y su adversario, Sir Denis Nayland Smith; G-8; La Sombra; Sam Spade; la prima de Doc Savage, Patricia Savage, y uno de sus cinco asistentes, Monk Mayfair; The Spider; Nero Wolfe; Mr. Moto; The Avenger; Philip Marlowe; James Bond; Lew Archer; Travis McGee; Monsieur Lecoq; y Arsène Lupin.

## Creaciones similares
Una propuesta previa de este tipo de ficción fue presentada por William S. Baring-Gould, quien escribió una biografía ficticia de Sherlock Holmes. En 1977 C. W. Scott-Giles, un experto en heráldica, publicó una historia de la familia de Lord Peter Wimsey remontándose hasta 1066 (pero describiendo la pérdida del tronco familiar que llevaba hasta Adán y Eva); el libro está basado en su correspondencia con Dorothy L. Sayers, quien escribió al menos dos de las anécdotas de la familia que aparecen en el libro, una de ellas en francés medieval.
Alan Moore usa una premisa similar en su serie The League of Extraordinary Gentlemen. La serie de Warren Ellis Planetary, tiene una premisa similar en la que mezcla diferentes elementos de superhéroes, ciencia ficción, y fantasía en un mismo universo. (Aun cuando motivado por las necesidades de la historia y las restricciones por copyright, Ellis no utiliza a los originales, si no a sus propias representaciones de los arquetipos.) El escritor Kim Newman ha declarado que su serie Anno Dracula fue parcialmente inspirada por la familia Wold Newton.
La serie de antologías Tales of the Shadowmen editada por Jean-Marc Lofficier también está basada en el concepto de Wold Newton e incluye personajes de la literatura francesa.
Tal vez la combinación de héroes más conocida sea la Liga de la Justicia (aunque un ejemplo más apropiado sería su antecesora, la Sociedad de la Justicia de América, la que reunía a un grupo de héroes de quienes existía previamente la noción de que existían en universos ficticios separados).

## El universo Wold Newton
El universo Wold Newton es un universo expandido de ficción de cruce que utiliza al meteorito de Wold Newton como punto de enlace y en el cual se han revisado algunos aspectos de personajes importantes de la ficción literaria, incluyendo pulps, cómics literatura victoriana, romanticismo, steampunk, novela gótica, cuentos de hadas, mitología y folklore.
El universo se ha adaptado a fin de poder incluir a todos los personajes principales dentro de la familia Wold Newton, incluyendo superhéroes y supervillanos. Sin embargo, para permitir que el universo respete ciertos detalles de algunos trabajos de ficción en particular, se han hecho algunas excepciones. Esa es la razón de la existencia del llamado "Cripto-revisionismo": los personajes de los libros y cómics son tratados como versiones ficcionalizadas y exageradas de gente "real", y cualquier caso donde la suspensión de incredulidad sea exigida de más es desechado como una completa invención.

### Familia frente a universo
Aun cuando ambos términos se usan casi de manera intercambiable existe una importante distinción: los miembros de la Familia Wold Newton son aquellos personajes que son descendientes o están de algún modo relacionados con los individuos expuestos al meteorito, y los miembros del Universo Wold Newton son aquellos sin relación con los miembros de la familia que han conocido a uno o más de ellos en alguna historia cruzada. Ejemplos de estos cruces pueden ser hallados en los trabajos de Farmer que dieron origen al concepto: varios miembros de la familia se encontraban presentes cuando murió King Kong, lo que ubica a Kong como parte del universo sin que sea parte de la familia.